# Gibson L-5
Die Gibson L-5 ist ein Archtop-Gitarrenmodell des US-amerikanischen Musikinstrumenten-Herstellers Gibson Guitar Corporation. Das Modell L-5 wurde erstmals 1923 hergestellt und wird von Gibson bis in die Gegenwart gebaut. Die L-5 ist von der Konstruktionsform her eine Akustikgitarre mit 17 Zoll breitem Hohlkorpus (Hollowbody); seit 1951 wird sie wahlweise mit oder ohne elektromagnetische Tonabnehmer angeboten. Bei seiner Markteinführung bot das Modell mehrere Innovationen im Gitarrenbau, die bis heute als Standard für die Konstruktion von Archtop-Gitarren gelten.
Die L-5 ist das langlebigste Gitarrenmodell in der Produktpalette von Gibson. Sie wird bis heute nach traditionellen handwerklichen Regeln komplett aus massiven Hölzern von Hand gefertigt und gehört aufgrund ihres hohen Herstellungsaufwandes und ihrer Qualität neben dem Modell Gibson Super 400 zu den hochwertigsten Instrumenten dieses Unternehmens.

## Entwicklungsgeschichte

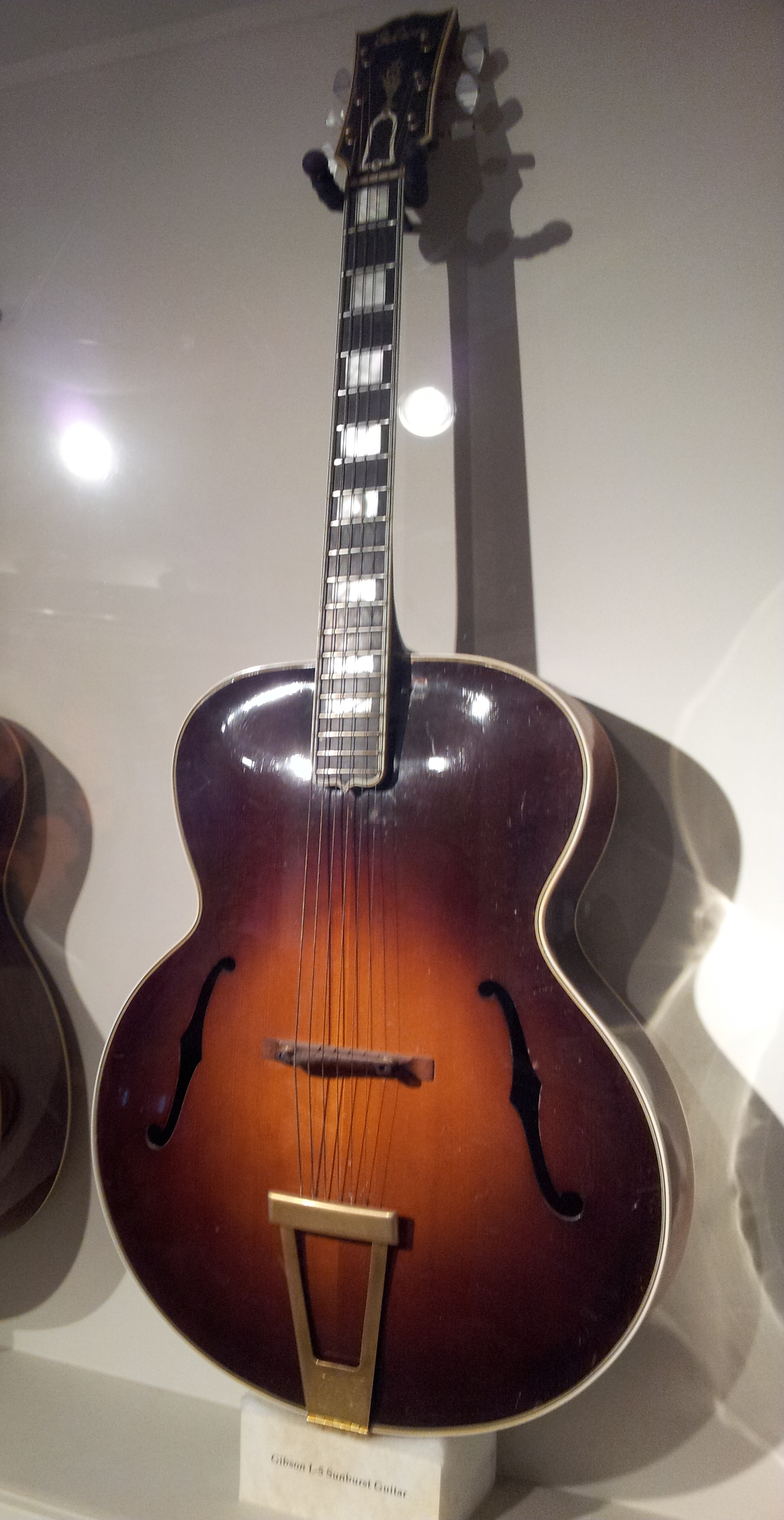
Gibson L-5 in der akustischen Grundform ohne Cutaway wie 1923 vorgestellt; hier ohne Schlagbrett

Seit Ende des Neunzehnten Jahrhunderts hatte Orville H. Gibson, Gründer der Gibson Guitar and Mandolin Factory, Konstruktionsformen aus dem Streichinstrumentenbau auf Zupfinstrumente übertragen, um deren Tonqualität zu verbessern. Dazu zählten die Vorgängermodelle der L-5: die bereits seit 1903 produzierte Gitarre Style 0 (ab 1908 mit der Bezeichnung Special Grand Concert Guitar Style 0, Artist’s Model), die bis zur Einführung der L-5 marktführend war, sowie das 1910 eingeführte Gitarrenmodell L-4. Beide Instrumente verfügten bereits über handgefertigte, gewölbte Decke und Boden, hatten jedoch noch das für frühe Gibson-Modelle typische Schallloch in Form einer liegenden Ellipse sowie ein mit der Decke verleimtes Griffbrett. Diese Modelle waren bis Anfang der 1920er-Jahre unverändert auf dem Markt.
Ab dem Jahr 1919 war Lloyd Loar, der seine Laufbahn als Mandolinenspieler, Komponist und Arrangeur sowie als Angestellter eines italienischen Geigenbauunternehmens begonnen hatte, Leiter der Entwicklungsabteilung von Gibson. Er begann seine dortige Tätigkeit mit der Entwicklung dreier neuer Modelle aus der Familie der Mandolinen, benannt K-5 (Mandocello), H-5 (Mandola) und F-5 (Mandoline). Loar führte die von Gibson über zwanzig Jahre zuvor begonnene Übernahme von Konstruktionsmerkmalen aus dem Streichinstrumentenbau weiter. Besonderes Augenmerk legte er dabei auf die Schwingungseigenschaften der Instrumentendecken. Damit diese zur besseren Tonübertragung möglichst ungehindert schwingen konnten, übernahm er aus dem Geigenbau die Konstruktion des frei über der Decke schwebenden Griffbrett-Endes. Auch das bei Zupfinstrumenten aus der Familie der Lauten verbreitete Schlagbrett (Pickguard) erhielt eine „schwebende“ Aufhängung ohne Kontakt zur Decke. Eine weitere Neuerung war ein in der Höhe verstellbarer Steg. Auffälligstes Merkmal der von Loar eingeführten Änderungen waren die von Streichinstrumenten übernommenen Schalllöcher in f-Form beiderseits des Stegs.
Nach den Mandolinenmodellen wurde im Jahr 1923 das mit denselben Neuerungen versehene Gitarrenmodell L-5 vorgestellt. Zusätzlich verfügte die L-5 über den bereits im Jahr zuvor erstmals verwendeten Halsspannstab. Diese in einer Nut in Längsrichtung im Inneren des Halses liegende Stahlstange wurde unter Mitwirken von Loar entwickelt, um dem Zug der Saiten auf den Hals entgegenzuwirken. Die Spannung des Stabs war an seinem Austritt unter dem Sattel auf der Kopfplatte, über eine Gewindemutter einstellbar. Die Firma Gibson hatte lange Zeit ein Patent auf diese Konstruktion. Der Hals des Instruments, bei früheren Gitarrenmodellen in Höhe des zwölften Bundes mit dem Korpus verbunden, gab bei der L-5 volle 14 Bünde frei. Ab 1925 wurde der Korpus in Ahorn gefertigt und löste das zuvor verwendete Birkenholz ab. In den folgenden Jahren wurden lediglich kosmetische Veränderungen vorgenommen, bis 1934 der Korpus auf 17" Breite zum "Advanced" erweitert wurde.
Bei der Einführung wurde das neue Modell L-5 von Gibson offiziell unter der umständlichen Bezeichnung The Master Line Guitar L-5 Professional Special Grand Concert Model angeboten. Das Instrument war anfänglich ausschließlich in der zweifarbigen Korpuslackierung Sunburst erhältlich und kostete im Einführungsjahr 275 US-$; annähernd doppelt so viel wie das Vorgängermodell L-4. Die erste Auflage von etwa 100 Stück war von Loar auf einem im Korpus angebrachten Etikett handsigniert.

## Identifikation der L-5 gegenüber ähnlichen Gibson-Gitarrenmodellen
Ein sicheres, da ohne sichtbare Beschädigung des Instruments kaum veränderbares Erkennungsmerkmal der Gibson L-5 CES gegenüber anderen, sehr ähnlich aussehenden elektrisch verstärkten Archtop-Modellen der Marke Gibson ist die Einlegearbeit (Intarsie) in der Vorderseite der Kopfplatte. Diese Einlegearbeit in der Form eines stilisierten Blumentopfs mit Pflanze (Flowerpot Inlay) wird von Gibson seit 1951 ausschließlich bei den Modellen L-5 und Byrdland verwendet; wobei letztere einen etwa um die Hälfte flacheren Korpus hat als die L-5.

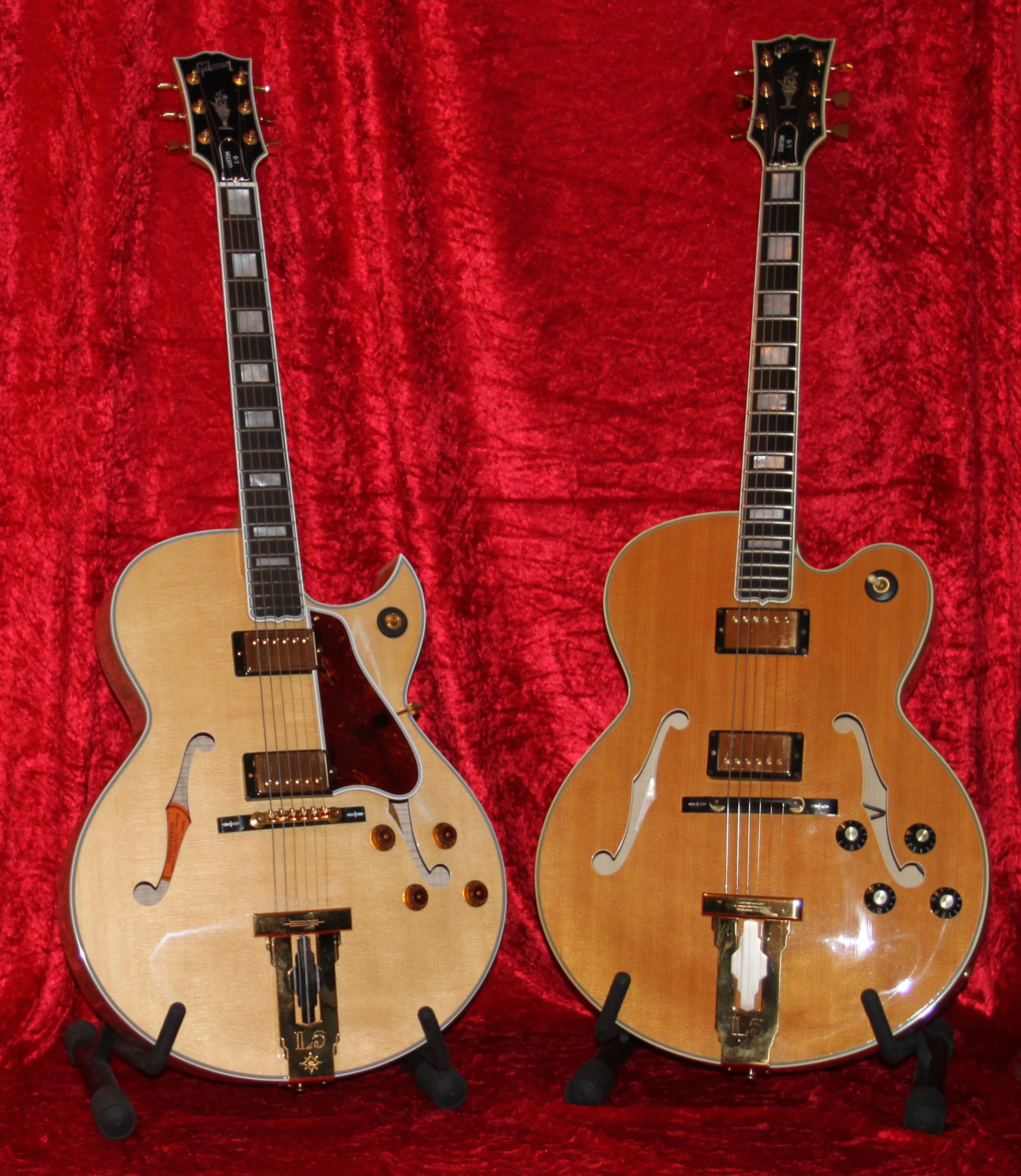
Links: Gibson L5 CESN mit Florentinischen (spitzen) Cutaway Rechts: Gibson L5 CES mit Venezianischen (runden) Cutaway

## Modelle
- L-5 – die Grundform des Instrumentes.
- L-5 C – eine L-5 mit Cutaway ohne Tonabnehmer.
- L-5 CES – ein Modell mit Cutaway und zwei Humbucker-Tonabnehmern wie in der Infobox gezeigt.
- L-5 CEST – wie die CES, jedoch mit schmaler Zarge (vgl. die Modelle ES-350T und Gibson Byrdland), die gelegentlich aufgelegt wird und seit 2014 wieder im Angebot ist.
- Signatur- und Sondermodelle der L-5: Wes Montgomery, Lee Ritenour, George Gobel

Gängige Lackierungen der L-5 sind Sunburst, Tobacco Burst (eine Variante der Sunburst-Lackierung; siehe Foto in Infobox), „Natur“ (Farbkennung „CESN“ – Cutaway Electric-Spanish, Natural), Weinrot und Schwarz.

## Gitarristen mit dem Hauptinstrument Gibson L-5

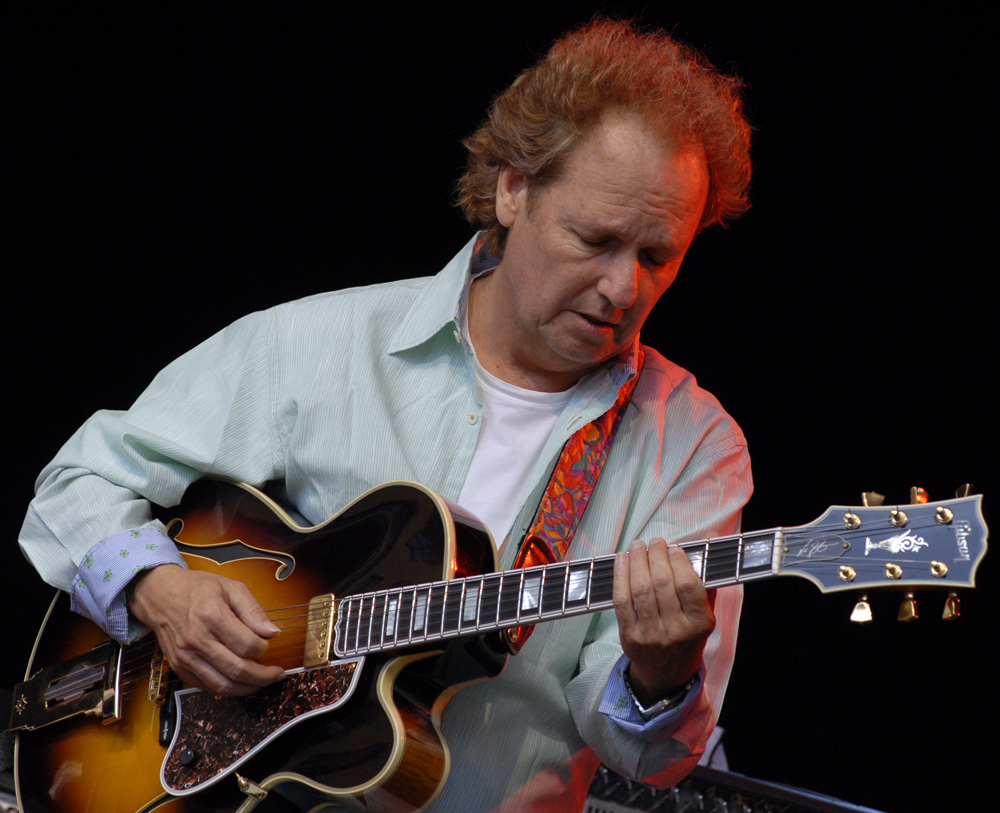
Der Gitarrist Lee Ritenour mit Gibson Lee Ritenour Signature L-5, 2009

- Wes Montgomery, US-amerikanischer Jazz-Gitarrist, spielte eine L-5 CES mit einem Tonabnehmer
- Eric Gale (US-amerikanischer Rhythm 'n' Blues-Gitarrist)
- Al Viola, US-amerikanischer Jazz-Gitarrist (bei Frank Sinatra)
- Tuck Andress, US-amerikanischer Jazz-Gitarrist
- Scotty Moore, US-amerikanischer Rockabilly-Gitarrist (bei Elvis Presley)
- Maybelle Carter, US-amerikanische Country-Gitarristin
- Rue Protzer, deutscher Gitarrist, Komponist und Bandleader (Rue de Paris)
- Garrison Fewell, US-amerikanischer Gitarrist und Dozent am Berklee College of Music